# Pavel Latouchka
Pavel Pavlovіtch Latouchko
Pavel Pawlavitch Latouchka (en biélorusse : Павел Паўлавіч Лату́шка ; en russe : Па́вел Па́влович Лату́шко, Pavel Pavlovіtch Latouchko), né le 10 février 1973 à Minsk, est un diplomate, responsable culturel et homme politique biélorusse. Ambassadeur à Varsovie de 2002 à 2008, il exerce les fonctions de ministre de la Culture de 2009 à 2012 et d'ambassadeur à Paris (accrédité également en Espagne et au Portugal) de 2012 à 2019.
Devenu directeur du Théâtre national académique Ianka-Koupala, il condamne les violences policières contre les manifestants protestant contre les fraudes lors l'élection présidentielle d'août 2020 et rejoint alors l'opposition au régime d'Alexandre Loukachenko en acceptant la présidence de l'Administration nationale anti-crise qui œuvre à une transition démocratique pacifique en Biélorussie.

## Biographie
Pavel Paǔlavitch Latouchka fait de 1990 à 1995 des études de droit à l'université d'État de Biélorussie après avoir commencé par des cours d'histoire et complété par un diplôme à l'université des langues étrangères (en). Il entre en 1995 au ministère des Affaires étrangères de la République de Biélorussie et est de 1996 à 2000 vice-consul puis consul au consulat général de Biélorussie à Białystok (Pologne). Il revient pour deux ans à Minsk comme porte-parole du ministère et est de 2002 à 2008 ambassadeur à Varsovie, étant à 29 ans le plus jeune ambassadeur de Biélorussie.
Il est de 2009 à 2012 ministre de la Culture, puis part comme ambassadeur à Paris (auprès du gouvernement français, de l'UNESCO et de la Principauté de Monaco, puis également à partir de 2013 auprès des gouvernements espagnol et portugais), où il reste de 2012 à janvier 2019. 
Il est ensuite nommé directeur du Théâtre national académique Ianka-Koupala. Il est limogé le 17 août 2020 après avoir condamné les violences policières contre les manifestants protestant contre les fraudes lors de l'élection présidentielle. Il devient alors un des animateurs du Conseil de coordination de l'opposition.
Accusé de « constitution d'un groupe extrémiste » et de déclarations publiques visant à « porter atteinte à la sécurité nationale de la Biélorussie », il est condamné le 6 mars 2023 à 18 ans de prison, tandis que sa compatriote Svetlana Tikhanovskaïa écope de 15 ans de prison pour « haute trahison » et « conspiration en vue de prendre le pouvoir ».
Pavel Latouchka est connu pour son attachement à la langue et à la littérature biélorusses, qu'il a particulièrement soutenues dans ses postes diplomatiques. Il écrit lui-même des poèmes.